# Lukavice na Moravě
Lukavice na Moravě – stacja kolejowa w Lukavicy, w kraju ołomunieckim, w Czechach. Znajduje się na wysokości 265 m n.p.m. i leży na linii kolejowej nr 270.